# Aras
Aras (también conocido como Tres Aras) es un municipio español de la Comunidad Foral de Navarra, situado en la Merindad de Estella, en la comarca de Estella Occidental y a 88 km de la capital de la comunidad, Pamplona. Su población en 2024 fue de 155 habitantes (INE).

## Toponimia
El nombre del pueblo parecer estar relacionado con la palabra latina ara, que significa ‘altar’. El pueblo es y ha sido conocido tanto bajo el nombre de Aras, como Tres Aras, aunque el primer nombre está más extendido y es el único oficial. 
La etimología más extendida y popular hace derivar el nombre del pueblo de los tres altares (aras) existentes en el mismo, es decir la iglesia y las respectivas ermitas del pueblo. El escudo del pueblo, que muestra tres iglesias, refleja fielmente esta etimología popular. De este lugar de Tres Aras habría derivado el posterior nombre de Aras.
No todos los filólogos e historiadores están de acuerdo con esta teoría. El historiador Juan Cruz Labeaga, plantea la hipótesis de que, dado que Aras se ubicaba en una zona fronteriza de Navarra, probablemente los altares a los que haría referencia el nombre del pueblo serían en realidad mojones o piedras de límites fronterizos.
Es probable sin embargo, que el nombre original fuera Aras y que Tres Aras surgiera como una variante posterior a raíz de relacionar el nombre del pueblo con las iglesias que tenía. De hecho Aras ha sido siempre el nombre oficial del pueblo y en los registros más antiguos que se conservan, se menciona el pueblo como Aras, a secas. (1350).

## Historia

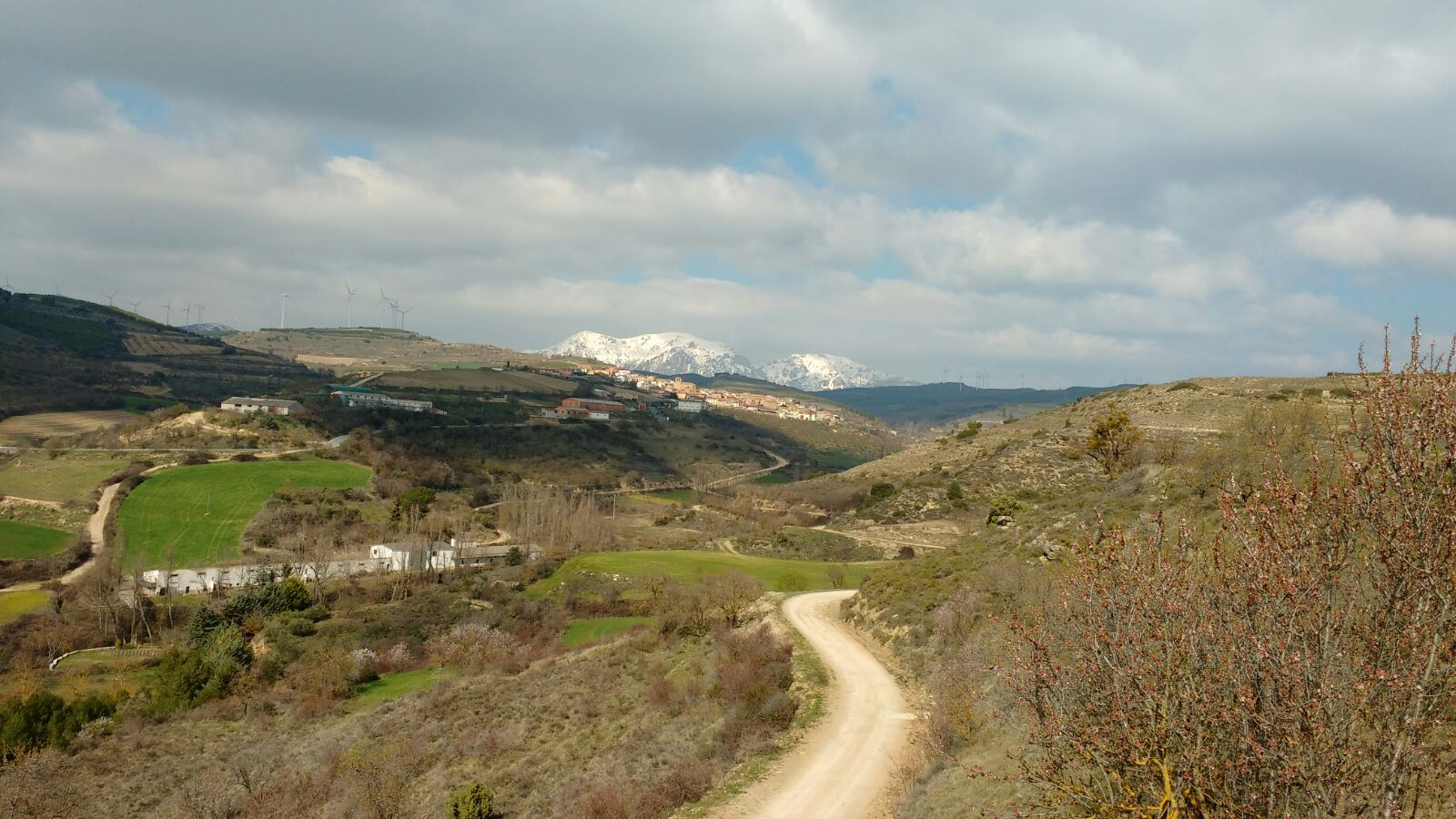
Vista lejana de Aras

Extenso territorio desde las montañas de Codés hasta el valle del Ebro, Camino de Santiago, fue la única población junto con Bargota que no aceptó abandonarlo para fundar la ciudad de Viana por el rey navarro Sancho VII «El Fuerte» en 1219, quien incentivó y congregó en ella a los vecinos de las aldeas circundantes: Longar, Tidón, Perezuelas, Cuevas, Piedrahíta, Soto, Cornava y Goraño. En su escudo municipal figuran tres parroquias, de ahí su nombre de Tres Aras, presuntamente por haber existido tres poblaciones independientes entre sí cada una con iglesia y que se unieran para formar una sola, aportando cada una de ellas sus propiedades y territorio jurisdiccional. 
Aras fue afectada por la industrialización de los años 1960 con la salida de casi la mitad de su gente a la ciudad. La sociedad rural se contrajo, sólo quedaron unas pocas familias trabajando las tierras suyas o en arriendo. Los hijos de los que emigraron a la ciudad vuelven al pueblo, construyendo nuevas casas o rehabilitando las antiguas para vivir ahí, y desplazándose para trabajar a las ciudades próximas.

## Demografía
Aras cuenta con una población de 155 habitantes (INE 2024).
| Gráfica de evolución demográfica de Aras entre 1857 y 2021 |
| |
| Población de derecho según los censos de población del INE Población de hecho según los censos de población del INEEntre el censo de 1857 y el anterior, aparece este municipio porque se segrega del municipio 315012 (Armeñanzas y Aras) |

## Administración y política
| Partido político                          | 2015  | 2015       | 2011 | 2011       | 2007  | 2007       | 2003  | 2003       | 1999  | 1999       | 1995  | 1995       | 1991  | 1991       |
| Partido político                          | %     | Concejales | %    | Concejales | %     | Concejales | %     | Concejales | %     | Concejales | %     | Concejales | %     | Concejales |
| Partido Socialista de Navarra (PSN-PSOE)  | 79,82 | 5          | —    | —          | 68,25 | 5          | —     | —          | —     | —          | 47,06 | 3          | 71,07 | 5          |
| Agrupación Independiente de Aras (AIA)    | —     | —          | —    | —          | —     | —          | 54,5  | 4          | —     | —          | 47,06 | 2          | —     | —          |
| Convergencia Democrática de Navarra (CDN) | —     | —          | —    | —          | —     | —          | 40,21 | 1          | 40,32 | 5          | —     | —          | —     | —          |

## Monumentos
La iglesia medieval de Santa María de Aras, profundamente reformada en el siglo XVI. La equilibrada portada renacentista nos permite contemplar el retablo mayor, romanista (1594), que ilustra episodios de la vida de la Virgen. Las imágenes de San Sebastián, San Roque, El Corazón de Jesús y de María Inmaculada. El retablo rococó del Santo Cristo alberga una talla del titular renacentista (siglo XVI). Un monumental expositor (siglo XVI) se ha convertido en el retablo de la Virgen del Rosario. En la localidad subsiste una portada protogótica en una casa vecina a la parroquia e inmuebles de los siglos XVI y XVII.
Dentro de la población se alza la ermita del Santo Cristo del Humilladero (siglo XVII), y en las inmediaciones al borde del río Valdearas, la de San Isidro Labrador, patrono de la localidad, cuya festividad se celebra en mayo,junto a San Roque y el 20 de enero San Sebastián.
Un poco más alejado en dirección sur, encontramos las ruinas del Monasterio de San Juan del Ramo, con su imponente arco, antiguo convento franciscano construido en el siglo XV (1440), y que fue abandonado en el siglo XVIII. La talla de San Juan se encuentra en la iglesia de Santa María de Viana con cadenas. La memoria de los vecinos de Aras recuerda que la talla de San Juan, perteneciente a los vecinos de Aras, pues el convento estaba antes de la fundación de Viana y sigue estando en jurisdicción de Aras, desaparecía como por arte de magia (robada por los vianeses) y era encontrada posteriormente en la iglesia de Viana. Los vecinos de Aras la devolvían a su lugar natural, hasta que, no se sabe quién ni cómo, la talla apareció definitivamente encadenada en la iglesia de Viana y nunca más volvió a Aras.

## Fiestas
Fiestas de invierno en honor de su santo patrón, San Sebastián, el 20 de enero. Fiestas de mayo con San Roque y San Isidro Labrador, patrones igualmente. Y la gran fiesta de verano, la Santa Cruz, el 14 de septiembre.
Además, instauradas nuevas fiestas de verano en los años 2000, el tercer fin de semana de agosto se celebran las fiestas de verano, época en la que hay más gente en el pueblo.
Todos los años, en la primavera, lleva a cabo una romería al Santuario de Nuestra Señora de Codés.